# Ruža vjetrova (televizijska serija)
Ruža vjetrova je hrvatska sapunica autora Dinka Paleke. Glavni redatelji su Nikola Ivanda, Tanja Golić, Aleksandar Janković i Andrija Mardešić. Snimanje serije počelo je 1. lipnja 2011. a emitiranje 29. kolovoza 2011. godine u 20:00 sati. Nakon radnog naziva Klan, 3. lipnja 2011. potvrđen je i službeni naziv serije – Ruža vjetrova. Dne 14. travnja 2012. završeno je snimanje prve sezone, a snimanje druge sezone započelo je 2. srpnja 2012. godine. Posljednja klapa pala je 9. ožujka 2013., čime je završeno snimanje serije.

## Radnja

### Prva sezona
Okosnica serije u prvoj sezoni je ljubavna priča dvoje mladih iz različitih podneblja i sasvim drukčijih obitelji. Djevojka je Ines Matošić, mlada i energična kći cijenjene splitske odvjetnice, a mladić je Marko Odak, nasljednik očeva poslovnog carstva, utemeljenog na sumnjivim ugovorima.
Tri obitelji: Matošić, Odak i Jelavić, na prvi pogled sasvim različite i nikako spojive, tijekom serije će se itekako ispreplesti, a njihovi će životni problemi i nevjerojatne priče, kroz različite situacije imati mnogo dodirnih točaka koje će ih međusobno spajati, ali i svađati, zaljubljivati, miriti, a neke čak i zakrviti.

### Druga sezona
Okosnica druge sezone je ljubavna priča i sudbina dvoje mladih kojima će tajne, prošlosti, zli ljudi i velika iskušenja stajati na putu prema istinskoj sreći. Djevojka je Marija Mrčela, heroina koja odglumi svoju smrt kako bi pobjegla od nasilnog muža, a mladić je Šimun Bartulović, seoski čovjek, jednostavnog i čvrstog karaktera. Nova sezona započinje Marijinim bijegom od nasilnog supruga, Ranka. Nakon skoka s Rankove jahte, struja ju odnese na nepoznatu plažu gdje je pronalazi i spašava Šimun. Njihov susret ostaje duboko urezan u njihovim mislima i srcima.

## Iza kamere
Začetnik ideje Ruže vjetrova je producent Dinko Paleka, koji na tom projektu radi tri godine. Osim njega, priču razrađuju Ivan Delaš i Tomislav Štefanac uz superviziju Garetha Brooksa. Od druge sezone na projektu rade producentica Ana Habajec, kreativna producentica Mirna Miličić, linijska producentica Ivona Maras, glavni pisac Milivoj Puhlovski te urednici priče Dorotea Vučić i Ivan Delaš.

## Tehnički podaci
Za potrebe snimanja Ruže vjetrova izgrađen je televizijski studio od 900 m². Studio broji 13 setova: četiri vanjska seta te devet setova u studiju. Ekipa broji 80 članova, glavnu glumačku postavu čini 21 osoba, a kroz produkciju dnevno prođe minimalno 130 ljudi. Za potrebe druge sezone studio je preuređen i broji 7 setova. Idejno rješenje za nove studijske setove u drugoj sezoni Ruže vjetrova dala je Branka Juras, dok je za set dressing odgovorna Helena Manenica. Produkcija broji 85 ljudi, dok u stvaranju dnevnih epizoda sudjeluje preko 120 ljudi. Serija se snima u HD tehnici i to kamerama Sony PMW-F3L Camcorder.

## Glazba
Skladatelj naslovne pjesme "Ruža vjetrova" je Ante Pecotić, dok istu izvodi Bojan Jambrošić. Od 153. epizode uvodna špica serije je promijenjena.

## Gledanost i odaziv javnosti
Prve dvije epizode serije zabilježile su gledanost od 7,9 posto (330.000 gledatelja), čime je serija ušla u top 10 najgledanijih emisija tog dana. Na Valentinovo 2012. godine serija je zabilježila gledanost od 10,7 posto, a nekoliko dana kasnije objavljeno je da je Ruža vjetrova tijekom veljače bila najgledanija u Dalmaciji, gdje je u prosjeku prati 27,5 posto gledatelja. Novi list je u svom televizijskom prilogu u travnju 2012. objavio kako sapunica privlači oko 410.000 gledatelja, što je 9,8 posto u ukupnoj populaciji. Prvu epizodu druge sezone, emitiranu 10. rujna 2012. gledalo je preko 425.000 gledatelja, ostvarivši gledanost od 10,5% u ciljnoj skupini od 18-49 godina, odnosno s udjelom u gledanosti od 28,7%. Samim time Ruža vjetrova bila je najgledaniji format tog dana.

## Sezone
| Sezona | Sezona | Epizoda | Premijera sezone   | Kraj sezone       |
| ------ | ------ | ------- | ------------------ | ----------------- |
|        | 1      | 185     | 29. kolovoza 2011. | 7. lipnja 2012.   |
|        | 2      | 160     | 10. rujna 2012.    | 23. svibnja 2013. |

## Glumačka postava

### Glavna glumačka postava
| Glumac                | Lik               | Trajanje      |
| --------------------- | ----------------- | ------------- |
| Nives Ivanković       | Nives "Seke" Odak | 2011. – 2013. |
| Stojan Matavulj       | Stipe Odak        | 2011. – 2013. |
| Mirela Brekalo        | Marica Odak       | 2011. – 2013. |
| Branka Pujić          | Suzana Matošić    | 2011. – 2013. |
| Petra Cicvarić        | Sara Matošić      | 2011. – 2013. |
| Tomislav Čubelić      | Jakov Odak        | 2011. – 2013. |
| Marija Omaljev-Grbić  | Mila Visković     | 2011. – 2013. |
| Karmen Sunčana Lovrić | Jelena Čulo †     | 2012. – 2013. |
| Slavko Sobin          | Petar Vranković   | 2012. – 2013. |
| Marina Fernandez      | Marija Mrčela     | 2012. – 2013. |
| Zoran Pajić           | Šimun Bartulović  | 2012. – 2013. |
| Miraj Grbić           | Ranko Mrčela †    | 2012. – 2013. |
| Žarko Radić           | Krsto Bartulović  | 2012. – 2013. |
| Petar Ćiritović       | Goran Kraljević   | 2013.         |

### Sporedna glumačka postava
| Glumac                | Lik                | Trajanje      |
| --------------------- | ------------------ | ------------- |
| Jasna Malec Utrobičić | Dragica Odak       | 2011. – 2013. |
| Tanja Vežić           | Ankica             | 2011. – 2013. |
| Roko Glavina          | Ante Odak          | 2012. – 2013. |
| Hrvoje Krolo          | Eugen Pahor        | 2012. – 2013. |
| Arijana Čulina        | Dunja Bartulović † | 2013.         |

### Bivši članovi glumačke postave
| Glumac              | Lik                     | Trajanje             |
| ------------------- | ----------------------- | -------------------- |
| Jadran Grubišić     | Luka Knežević           | 2011. – 2012.        |
| Matea Elezović      | Ana Antolović-Matošić † | 2011. – 2012.        |
| Frano Lasić         | Milivoj Matošić         | 2011. – 2012.        |
| Šiško Horvat Majcan | Zvone                   | 2011. – 2012.        |
| Juraj Aras          | Edo Jelavić †           | 2011. – 2012.        |
| Matko Knešaurek     | Marko Odak †            | 2011. – 2012.; 2013. |
| Robert Kurbaša      | Srđan Matošić           | 2011. – 2012.        |
| Roko Sikavica       | Toni Jelavić            | 2011. – 2012.        |
| Petra Krolo         | Nika Jelavić            | 2011. – 2012.        |
| Ratko Glavina       | Jure Jelavić            | 2011. – 2012.        |
| Tamara Šoletić      | Adrijana Jelavić        | 2011. – 2012.        |
| Anja Alač           | Ines Matošić            | 2011. – 2012.        |
| Dolores Lambaša †   | Tamara Marin            | 2012. – 2013.        |

## Međunarodna prikazivanja
| Država              | Mreža | Sezona | Premijera          | Finale              |
| ------------------- | ----- | ------ | ------------------ | ------------------- |
| Bosna i Hercegovina | OBN   | 1      | 16. travnja 2012.  | 2. siječnja 2013.   |
| Bosna i Hercegovina | OBN   | 2      | 11. siječnja 2013. | 17. listopada 2013. |
| Bosna i Hercegovina | BN    | 1      | 16. travnja 2012.  | 2013.               |

## Vanjske poveznice
- Službena stranica  Arhivirana inačica izvorne stranice od 13. lipnja 2015. (Wayback Machine)
- Službena Facebook stranica